# Пера, Сэм
Сэм Пера (англ. Sam Pera; род. 11 марта 1989) — тяжелоатлет, представляющий на международных стартах Острова Кука. Призёр Тихоокеанских игр.

## Биография
Отец Сэма Пера — Сэм Нунуку Пера, также тяжелоатлет, участник Олимпийский игр 1992, 1996, 2000 и 2004 годов. В 2006 году на Играх Содружества Сэм соревновался со своим отцом и обошёл его в итоговой классификации, подняв 293 кг, в то время как его отец набрал в сумме двоеборья всего 281 кг. Этот результат принёс Сэму девятое место.
На чемпионате мира 2007 года Сэм занял 32-е место, подняв 330 килограмм.
На Олимпиаде в Пекине Пера был знаменосцем сборной Островов Кука. На соревнованиях в тяжелейшей весовой категории он поднял вес 350 кг (155+195) и занял двенадцатое место, обойдя спортсмена из Тонги и корейца Чон Сан Гюна, который провалил все три попытки в рывке.
После Олимпиады завоевал серебряные медали на Тихоокеанских играх 2011 года и Тихоокеанских мини-играх 2009, которые проходили в его родной Раротонге.